# Mittegroßefehner Kirche

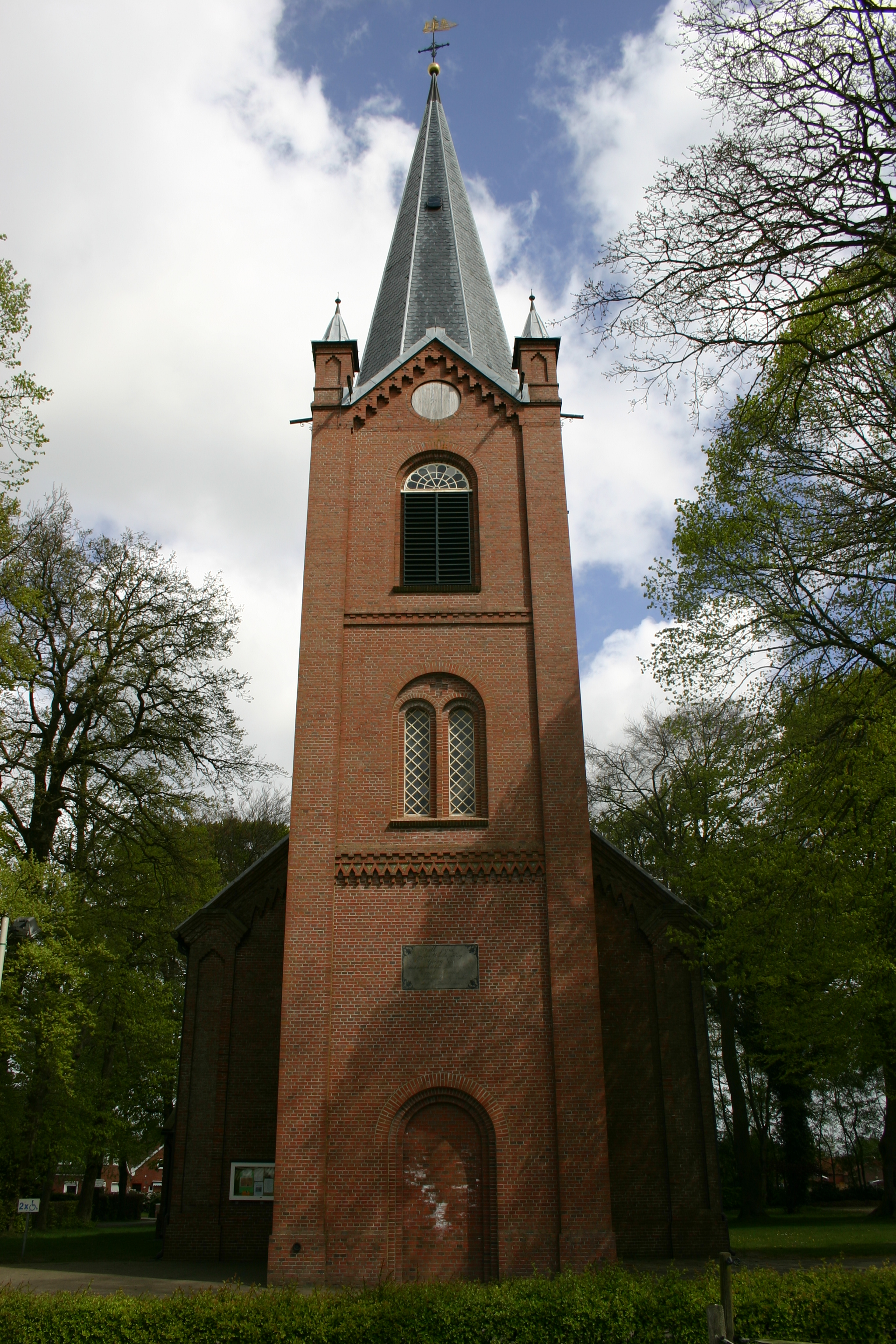
Lutherische Kirche Mittegroßefehn

Die evangelisch-lutherische Mittegroßefehner Kirche steht im gleichnamigen Ortsteil der ostfriesischen Gemeinde Großefehn. Sie wurde am 7. Januar 1857 eingeweiht und weist Stilformen der Neoromanik, der Neogotik sowie des Klassizismus auf.

## Geschichte
Die Geschichte der Besiedelung Großefehns begann im Jahr 1633, als vier Emder Kaufleute mit dem Bau eines Kanals zur Trockenlegung des Moorgebiets im heutigen Westgroßefehn begannen. Dieses Dorf dehnte sich immer weiter aus und erreichte um 1760 die Ostgrenze des Siedlungsgebiets Mittegroßefehns. Im Jahre 1848 wurde an der Schrahörn-Straße ein Friedhof angelegt und ein Hilfsprediger angestellt, der in einem Raum der eigens dafür vergrößerten Schule II Gottesdienste abhielt. Seit 1857 ist die Gemeinde selbständig. Schon ein Jahr vorher begann auf Initiative des Pastors Johann Heinrich Leiner in der Mitte der Schulgemeinden II und III auf der Sandhöchte, dem höchsten Punkt des Ortes, der Bau der heutigen Kirche. Etwas jünger als die Kirche, aber doch im gleichen Baustil gehalten, ist der Kirchturm. König Georg V. ermöglichte dessen Bau im Jahre 1865 durch eine Spende.

## Beschreibung
Die Mittegroßefehner Kirche ist ein Saalbau mit Rohziegelmauerwerk. Ihr Äußeres ist von der Neuromanik geprägt. Ihre Außenwände werden von aus Lisenen gebildeten Feldern mit rundbogigen, ornamentierten Fenstern mit Eisenmaßwerk gegliedert. Die Südseite weist fünf, die Nordseite vier Fenster auf. Im Osten ist der Bau durch eine angebaute halbrunde Apsis mit drei kreisrunden, ornamentierten Fenstern oberhalb des Altars abgeschlossen. Der Haupteingang befindet sich im Erdgeschoss des eingezogenen Glockenturmes im Westen. Dieser weist drei Geschosse auf und ist mit einem Satteldach gedeckt.

## Ausstattung

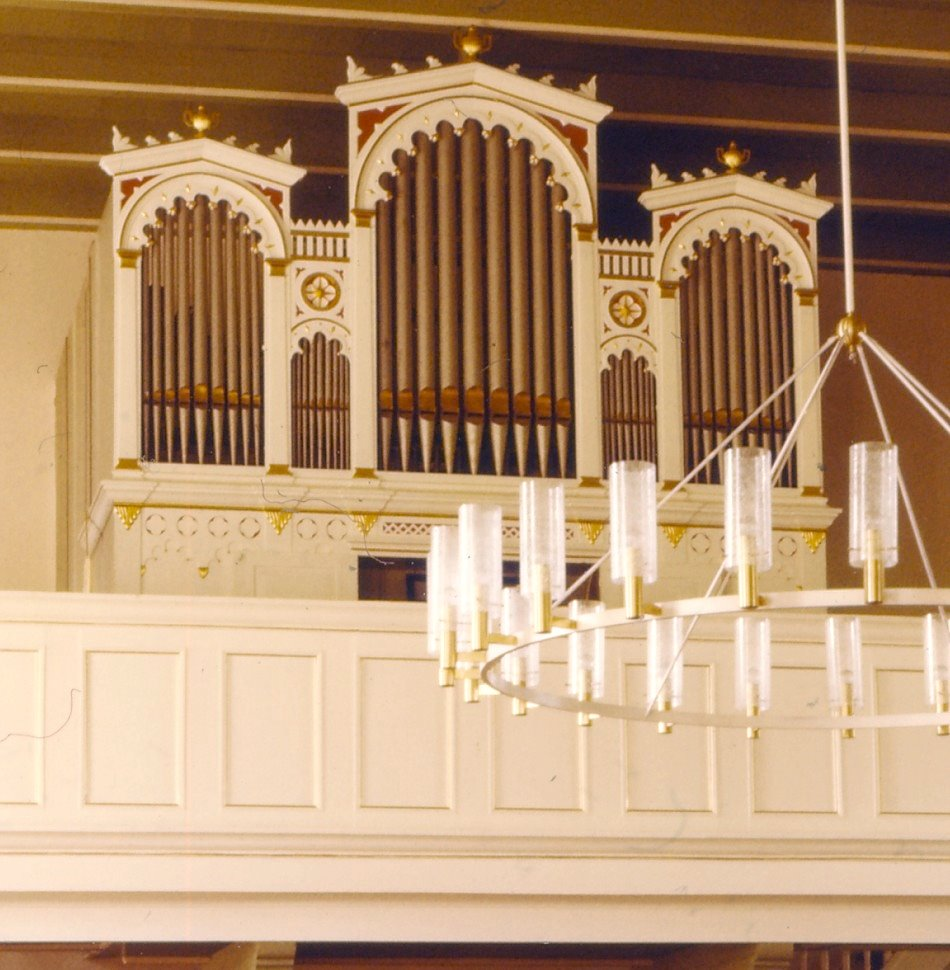
Orgel von 1860

Der Innenraum der Kirche ist im neugotischen Stil gestaltet und mit einer flachen Balkendecke nach oben abgeschlossen. Taufstein und Kanzel stammen aus der Erbauungszeit der Kirche und wurden 1857 geschaffen. Der Altar ist im Stil des Neoklassizismus gehalten und füllt die ganze Apsis aus. In seinem Zentrum steht eine Christusdarstellung. Die Spitze des Kirchturms bildet der Dreimastschoner Königin Marie, benannt nach der Frau des Königs Georg V. von Hannover. Es wurde aus einer Kupferplatte herausgearbeitet, ist 1,35 Meter lang und 0,9 Meter hoch und erinnert an die vielen Seefahrer, die zur Zeit des Kirchenbaus in der Gemeinde lebten. Das Kirchengerät, bestehend aus Kanne, Kelch, Ciborium, Patene und Krankengerät, wurde ebenso wie die silberplattierte Taufschale im Jahre 1873 gestiftet. 
Brond de Grave Winter baute im Jahr 1859/60 eine Orgel mit 13 Registern auf zwei Manualen und Pedal. Nachdem im Ersten Weltkrieg die Prospektpfeifen für die Rüstung abgeliefert werden mussten (sie wurden später durch Zinkpfeifen ersetzt) und eine Überholung in den 1970er Jahren nicht nachhaltig war, wurde die Orgel 2004 wegen ihres unhaltbar schlechten Zustandes und der Aussichtslosigkeit einer Finanzierung der erforderlichen gründlichen Instandsetzung auf unbestimmte Zeit stillgelegt. Stattdessen schaffte die Gemeinde eine elektronische Orgel der Firma Johannus an, die über gesampelte Orgelpfeifenklänge verfügt. Ihre Lautsprecher wurden im Orgelgehäuse auf dem Laufboden aufgestellt, so dass der Klang, wie gewohnt, aus der Orgel kommt.